# Калиматов, Махмуд-Али Макшарипович
Махму́д-Али́ Макшари́пович Калима́тов (ингуш. Келматанаькъан Макшарипа Махьмуд-Ӏаьла; род. 9 апреля 1959, Чемолган, Алма-Атинская область) — российский политический деятель, юрист. Глава Республики Ингушетия с 8 сентября 2019 (врио с 26 июня по 8 сентября 2019) года.

## Биография

### Происхождение
Родился 9 апреля 1959 года в селе Чемолган, Каскеленского района Алма-Атинской области Казахской ССР.
С апреля 1977 года по 1979 год проходил срочную военную службу в составе Группы советских войск в Германии.
В 1989 году окончил юридический факультет Куйбышевского государственного университета, работал в РК ВЛКСМ и РК КПСС города Куйбышева.

### Профессиональная карьера
С 1990 года на службе в органах прокуратуры Куйбышевской области, начинал с должности следователя районной прокуратуры.
1990—1992 годы — стажёр, следователь, старший следователь прокуратуры Кировского района г. Куйбышева (Самары), старший следователь следственной части прокуратуры Самарской области.
1992—1998 годы — прокурор отдела общего надзора прокуратуры Самарской области, заместитель прокурора, прокурор Кировского района Самары.
В 1997—2003 годах — прокурор города Самары.
С января 2003 года по август 2004 года — первый заместитель прокурора Самарской области.
В августе 2004 года приказом Генерального прокурора РФ назначен прокурором Ингушетии.
В 2007 году возглавил контрольный департамент губернатора Самарской области.
С 2012 года работал советником губернатора Самарской области.
В декабре 2015 году приказом министра природных ресурсов и экологии РФ назначен на должность руководителя Управления Федеральной службы по надзору в сфере природопользования (Управление Росприроднадзора) по Самарской области. На посту руководителя самарского Росприроднадзора Калиматов за три года не запомнился яркой деятельностью и местными элитами воспринимался как бывший прокурор, говорит депутат самарской облдумы от КПРФ Михаил Матвеев. «С учетом его бывшей работы управление Росприроднадзора могло усилиться, но этого не произошло, как специалист в области экологии он не воспринимался и был не особо заметным, — отметил депутат. — Месяц назад он выступил с рядовым докладом в губернской думе». Экологи в региональных СМИ критиковали Калиматова за закрытость. «Закрыт наглухо от прессы, от общественности и от профессионалов», — говорил эколог Дмитрий Медведев изданию «Волга Ньюс» в 2017 году.

## Глава Республики Ингушетия
26 июня 2019 года после досрочной отставки главы Ингушетии Юнус-Бека Евкурова президент РФ Владимир Путин назначил Махмуд-Али Калиматова временно исполняющим обязанности главы Ингушетии.
8 сентября 2019 года в Народном собрании Ингушетии состоялось голосование по трём кандидатам, отобранным президентом Путиным в главы Ингушетии: Махмуд-Али Калиматов, Урусхан Евлоев и Магомед Зурабов. Проголосовал 31 депутат, из них 27 за Калиматова. По итогам голосования был наделён полномочиями главы республики на 5 лет.
8 сентября 2024 года депутаты народного собрания Ингушетии переизбрали Калиматова на должность главы региона на пятилетний срок. За него проголосовали 25 из 32 депутатов.

## Классный чин и награды
- Государственный советник Российской Федерации 2 класса
- Государственный советник юстиции 3 класса (30 июля 2007)[10]
- Нагрудный знак «Почётный работник прокуратуры Российской Федерации»
- Орден Александра Невского (2024)[11]
- Почетный знак «За служение людям» (Самарская область, 12 апреля 2024) — за общественно полезную деятельность, направленную на благо жителей Самарской области

## Семья
Женат, имеет двух сыновей.
Принадлежит к тейпу Кокурхой.
Калиматов является свояком бывшего главы Ингушетии Мурата Зязикова, возглавлявшего республику в 2002—2008 годах, они женаты на сёстрах.
Брат — Алихан Калиматов (1969—2007) — сотрудник оперативно-розыскного управления Службы по защите конституционного строя и борьбе с терроризмом ФСБ России, подполковник, Герой Российской Федерации (посмертно), погиб при обстреле неизвестными лицами в 2007 году.
Брат — Магомед-Башир Калиматов (род. 23.02.1958) — советник макрорегиона Северный Кавказ Почты России, ранее — директор Управления федеральной почтовой связи РФ по республике Ингушетия, глава муниципального образования станица Орджоникидзевская (Сунженский район, Республика Ингушетия). В мае 2024 года арестован по обвинению в хищении около двух миллиардов рублей в составе преступного сообщества из руководителей ингушского ПФР и «Почты России».

## Санкции
30 ноября 2022 года, на фоне вторжения России на Украину, Великобритания внесла Калиматова в санкционный список, отмечая что управляемый им регион «один из самых бедных этнических республик России, из которых было призвано значительное количество мобилизованных».
24 февраля 2023 года Госдепом США включён в санкционный список лиц причастных к «осуществлению российских операций и агрессии в отношении Украины, а также к незаконному управлению оккупированными украинскими территориями в интересах РФ», в частности за «призыв граждан на войну в Украине».
1 апреля 2023 года внесён в санкционный список Украины как «глава государственного органа, осуществлявший поддержку/поощрение/публичное одобрение политики РФ, направленной на проведение военных действия и геноцид гражданского населения в Украине».